# Psoralidium lanceolatum
Psoralidium lanceolatum là một loài thực vật có hoa trong họ họ Đậu.

## Hình ảnh

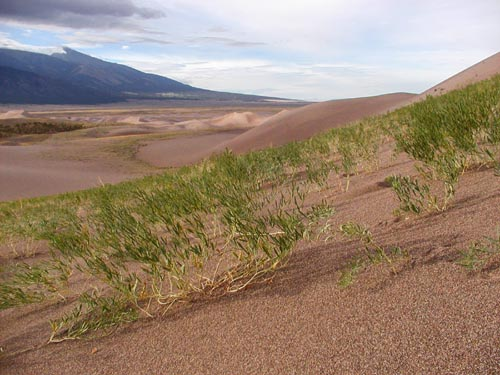